# Neosarmatium
Neosarmatium is een geslacht van kreeftachtigen uit de klasse van de Malacostraca (hogere kreeftachtigen).

## Soorten
- Neosarmatium africanum Ragionieri, Fratini & Schubart, 2012
- Neosarmatium asiaticum Ragionieri, Fratini & Schubart, 2012
- Neosarmatium australiense Ragionieri, Fratini & Schubart, 2012
- Neosarmatium bidentatum Rahayu & Davie, 2006
- Neosarmatium daviei Schubart & Ng, 2003
- Neosarmatium fourmanoiri Serène, 1973
- Neosarmatium indicum (A. Milne-Edwards, 1868)
- Neosarmatium inerme (de Man, 1887)
- Neosarmatium integrum (A. Milne-Edwards, 1873)
- Neosarmatium laeve (A. Milne-Edwards, 1869)
- Neosarmatium malabaricum (Henderson, 1893)
- Neosarmatium meinerti (de Man, 1887)
- Neosarmatium papuense Rahayu & Davie, 2006
- Neosarmatium punctatum (A. Milne-Edwards, 1873)
- Neosarmatium rotundifrons (A. Milne-Edwards, 1869)
- Neosarmatium smithi (H. Milne Edwards, 1853)
- Neosarmatium spinicarpus Davie, 1994
- Neosarmatium tangi (Rathbun, 1931)
- Neosarmatium trispinosum Davie, 1994